# Jaime Oswaldo Castillo Villacrés
Jaime Oswaldo Castillo Villacrés (ur. 17 września 1973 w Gonzanamie) – ekwadorski duchowny katolicki, wikariusz apostolski Zamora en Ecuador od 2021.

## Życiorys

### Prezbiterat
Święcenia kapłańskie przyjął 11 września 1998 i został inkardynowany do diecezji Loja. Był m.in. delegatem biskupim ds. komunikacji oraz ds. duszpasterstwa młodzieży, rektorem seminarium oraz przewodniczącym Organizacji Ekwadorskich Seminariów Duchownych. 

### Episkopat
17 listopada 2020 papież Franciszek mianował go wikariuszem apostolskim Zamora en Ecuador. Sakry biskupiej udzielił mu 23 stycznia 2021 arcybiskup Andrés Carrascosa Coso – nuncjusz apostolski w Ekwadorze.